# نادي دونكيرك
نادي دونكيرك هو نادي كرة قدم من دونكيرك يلعب حالياً في الدوري الفرنسي الدرجة الثانية.